# Liquide de Bonain
Le liquide de Bonain est une solution associant divers produits anesthésiants utilisés localement, particulièrement sur les muqueuses,.

## Composition
En fonction de l'utilisation à laquelle la préparation est destinée, elle satisfait soit la monographie Préparations buccales, soit la monographie Préparations nasales soit la monographie Préparations auriculaires. Elle associe en proportions égales phénol, lévomenthol et chlorhydrate de cocaïne.

## Indications
Le liquide de Bonain a été longtemps utilisé — thérapeutique actuellement quasiment abandonnée — pour pratiquer des phénolisations du ganglion sphéno-palatin ; ce traitement était réputé casser la rythmicité des crises d'algies vasculaires de la face (syndrome de Sluder) et parfois amener de longues périodes de rémission.